# Jurinskij rajon
Lo Jurinskij rajon (in russo Юринский район?) è un rajon della Repubblica dei Mari, nella Russia europea, istituito nel 1924. Il capoluogo è Jurino. Il rajon ricopre una superficie di 2 040,15 chilometri quadrati ed ospitava nel 2023 una popolazione di 6 141 abitanti.